# Karel Vladislav Zap
Karel Vladislav Zap, také Karl Zapp, vlastním jménem Karel František Zap (8. ledna 1812, Praha – 1. ledna 1871, Benešov), byl český úředník, učitel, muzejník, vlastenec, spisovatel, historik a publicista. Věnoval se hlavně historii a památkám Prahy. Pro Riegrův slovník naučný vytvořil první přehled o dějinách českého umění .

## Životopis
Narodil se v Praze jako nejstarší přeživší z 11 dětí v německé rodině obchodního zástupce a společníka Ringhofferovy kotlárny Antona Zappa (1776–1856), původem z Jáchymova. V Praze na Novém Městě absolvoval piaristické gymnázium. Studia práv nedokončil. Na Karlo-Ferdinandově univerzitě studoval učitelství dějepisu a jazyky. Tam se seznámil s Jungmannem, Hankou a dalšími osobnostmi českého obrození, což podstatně ovlivnilo jeho příklon k českému vlastenectví a literární tvorbu.

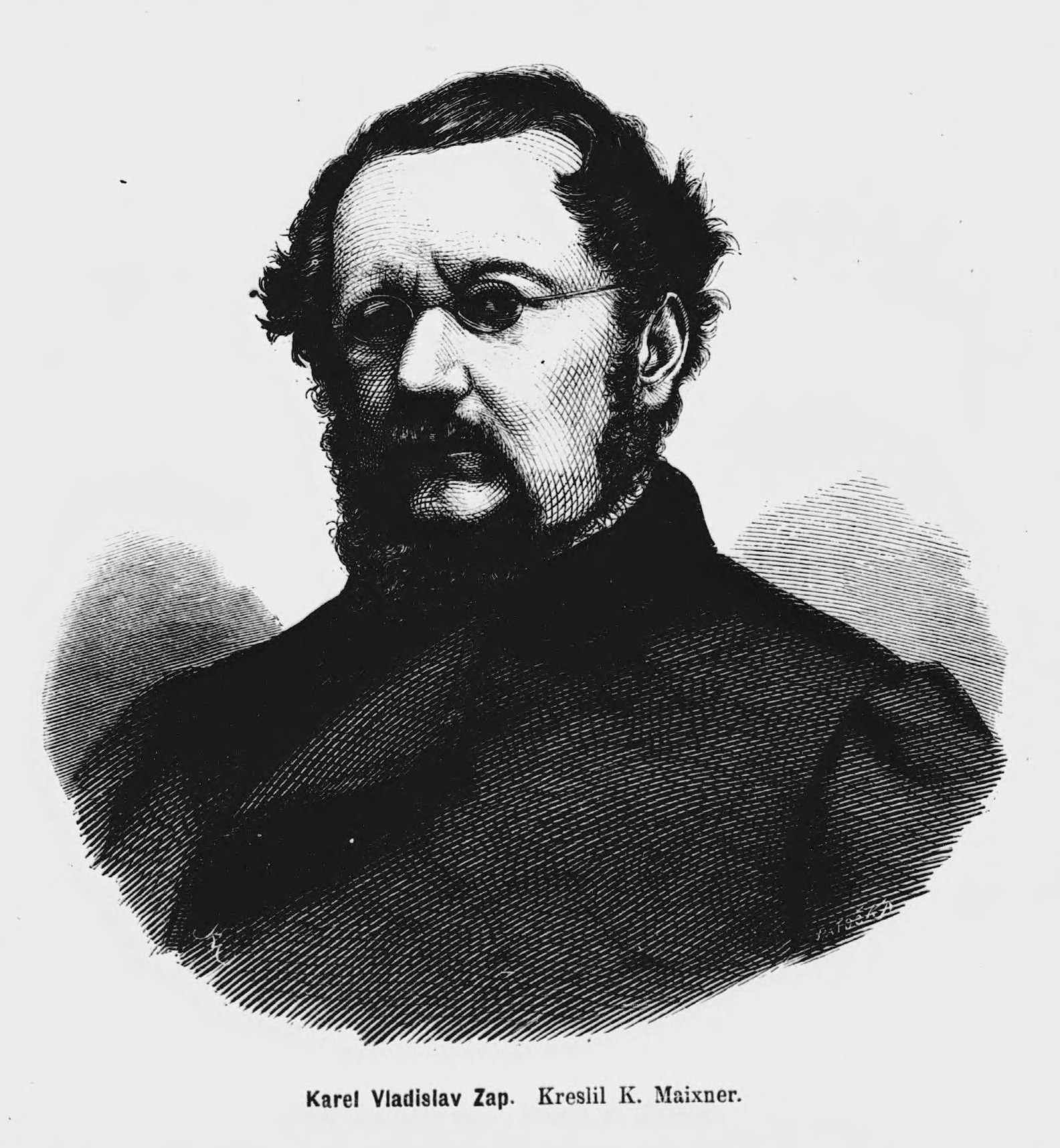
Karel Vladislav Zap na kresbě K. Maixnera z roku 1870

V roce 1836 se ve Lvově (dnes západní Ukrajina, tehdy rakouská Halič) stal úředníkem v účetní kanceláři. Tady se také poprvé oženil, vzal si Honoratu (1825–1856) ze šlechtického rodu Wišniowských, také literárně činnou. Ze Lvova o životě místních obyvatel psal např. do časopisů Kwěty české, Vlastimil, Česká včela, Časopisu českého musea.

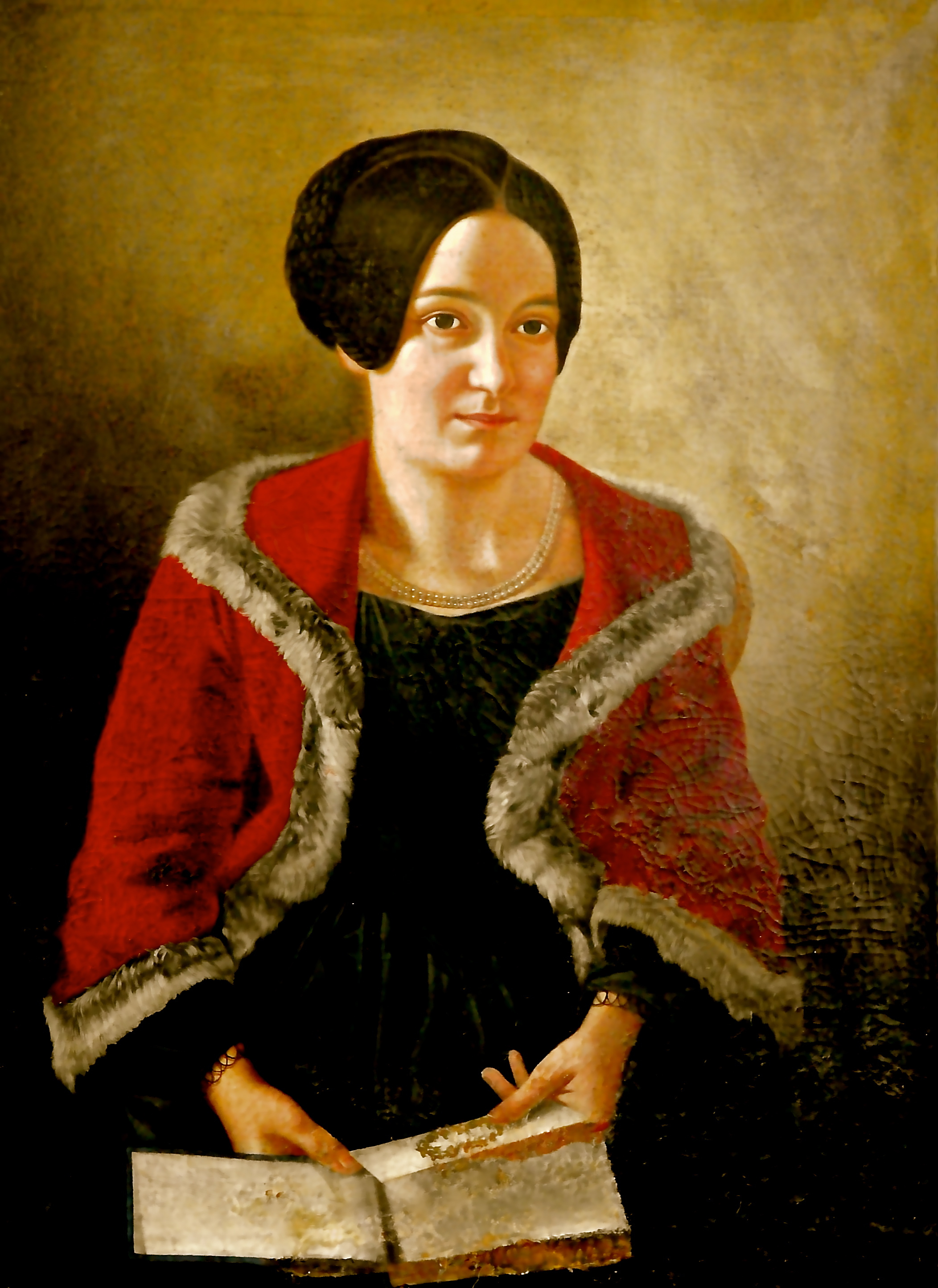
Honorata Zapová (rozená z Wiśniowských), první Zapova manželka.

Po letech se v roce 1845 s manželkou a třemi dětmi vrátil do Prahy. Zap zde nastoupil do zaměstnání nejprve jako účetní. V roce 1848 se zúčastnil Slovanského sjezdu a Svatováclavských bouří. Od roku 1849 byl středoškolským profesorem na První české reálce, učil češtinu a dějepis. Podruhé se oženil s Františkou, vdovou Wolfovou, rozenou Grimovou (1819–1887).
Odborně se zabýval starými českými památkami (například Týnským chrámem nebo klášterem Ostrovským), archeologií, historií a historickou topografií. Byl konzervátorem Českého muzea a členem jeho Archeologického sboru. Zasloužil se o založení, uspořádání a redakci časopisu Památky archeologické a místopisné, jež od počátku vycházely v jeho redakci i s jeho statěmi. Spolupracoval také úzce s Maticí českou, která mu některé spisy pomohla vydat. Za nejdůležitější jeho práci je považována trojdílná, bohatě ilustrovaná Českomoravská kronika popisující historii do r. 1526, jejíž 1. díl napsal už ve Lvově. Třetí díl nestačil dopsat, dokončili jej po roce 1874 Josef Kořán, Antonín Rezek a Josef Svátek. Zapojil se také do činnosti Jednoty svatovítské pro dostavbu chrámu sv. Víta. Pro svůj zájem o umělecké památky je řazen spolu s Janem Erazimem Vocelem mezi české zakladatele dějin umění.

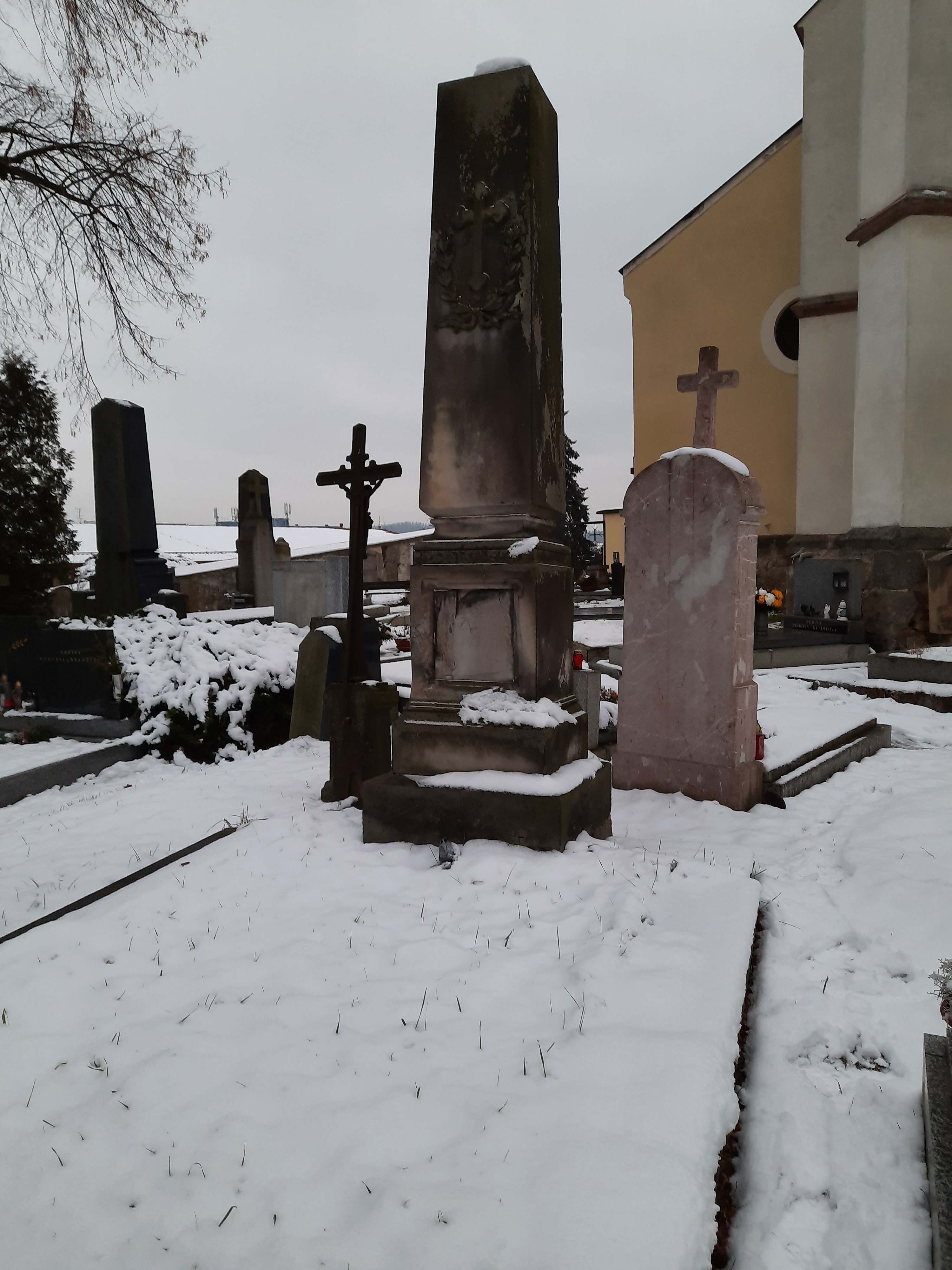
Hrobka K. V. Zapa na Starém městském hřbitově v Benešově

Zemřel 1. ledna 1871 a byl pohřben na Starém městském hřbitově v Benešově.

## Dílo
- Popsání králowského hlawního města Prahy, Praha 1835
- Popsání král. města Prahy pro cizince a domácí, Praga 1935
- Der Prager Hradschin, Prag 1847
- Hlavní farní chrám Nanebevzetí Panny Marie před Týnem ve Starém městě Pražském. Jeho osudy, historické, starožitné a umělecké památnosti, Praha 1854
- Popsání král. hradu, chrámu sv. Víta a všech ostatních pamětihodností na Hradčanech v Praze, Praha 1848
- Všeobecný zeměpis – 3 díly a dodatek (1846–1851)
- Památky archeologické a místopisné (založil a redigoval 1854–1868)
- Historické a umělecké památky pražské, Praha 1864
- Praha. Popsání hlavního města království Českého, obsahující jeho dějiny, místopis, umělecké a archeologické památky a statistiku, Praha 1868
- Památky královského hradu, hlavního chrámu u sv. Víta, Praha 1848
- Starožitnosti a památky země České (1864), spoluautor Ferdinand Břetislav Mikovec
- Českomoravská kronika – tři díly (1862–1872), jeho nejpopulárnější dílo
- Popis královského hradu, hlavního chrámu u sv. Víta a všech jiných kostelův a světských stavení na Hradčanech v Praze, Praha 1868
- Poutník, časopis propagující slovanskou vzájemnost (1846–1847)
- Dějiny panování Karla IV, nakladatel I.L.Kober Praha 1894, ilustrace Věnceslav Černý